# 조르나우 다 헤코르드
《조르나우 다 헤코르드》(포르투갈어: Jornal da Record)는 브라질의 저녁 뉴스 프로그램이다.